# Фанфана Марђака (Беневенто)
Фанфана Марђака је насеље у Италији у округу Беневенто, региону Кампанија.
Према процени из 2011. у насељу је живело 47 становника. Насеље се налази на надморској висини од 167 м.